# Razines
Razines település Franciaországban, Indre-et-Loire megyében. Lakosainak száma 221 fő (2022. január 1.). Razines Braslou, Braye-sous-Faye, Faye-la-Vineuse és Jaulnay községekkel határos.

## Népesség
A település népessége az elmúlt években az alábbi módon változott:
| Lakosok száma | 316  | 253  | 262  | 243  | 244  | 239  | 236  | 231  | 228  | 221  |
|               | 1968 | 1982 | 1990 | 2006 | 2013 | 2015 | 2017 | 2019 | 2020 | 2022 |